# Etil format
Etil format je estar koji se formira kad etanol (alkohol) reaguje sa mravljom kiselinom (karboksilna kiselina). On je poznat kao etil metanoat zato što je mravlja kiselina isto poznata kao metanska kiselina. Etil format ima karakteristični miris ruma i on delom odgovoran za ukus malina.

## Bezbednost
Etil format je generalno prepoznat kao bezbedan od strane FDA.
Poznato je da etil format može da izazove iritaciju očiju, kože, mukozne membrane, i respiratornog sistema ljudi i životinja; on i takođe depresant centralnog nervnog sistema. U industriji, on se koristi kao rastvarač za celuloznog nitrata, celuloznog acetata, ulja, i masnoća. On se može koristiti kao zamena za aceton. Radnici mogu isto tako izloženi ovom materijalu pod sledećim okolnostima:
- u toku primene laka putem spreja, četke, ili zagnjurivanja;
- u toku proizvodnje sigurnosnog stakla;
- u toku fumigacije duvan, žitarica, i sušenog voća (kao alternativa metil bromida kod karantinskih sistema[2])

Smatra se da je vremensko-težinski prosek od 100 delova na milion (300 miligrama po kubnom metru) u toku osmo-ćasovnog perioda dozvoljeni limit ekspozicije.

## U svemiru
Astronomi su identifikovali etil format u prašini u magline u oblasti galaksije Mlečnog Puta zvane Sagitarius B2. Astronomi, iz Max Plankovog Institut za Radio Astronomiju iz Bona, Nemačka, su koristili 30 metarski IRAM radioteleskop u Španiji da analiziraju radijacione spektre emitovane iz vrućeg regiona blizu nove zvezde. On je jedan od 50 molekula koje su astronomi identifikovali.

## Literatura
1. 1 2  Sample, Ian (21. 4. 2009). „Galaxy's centre tastes of raspberries and smells of rum, say astronomers”. The Guardian. Приступљено 21. 04. 2009.
2. 1 2  „Alternative fumigants: Ethyl Formate”. University of California. Архивирано из оригинала 30. 05. 2009. г. Приступљено 25. 04. 2009.
3. 1 2  „Occupational Safety and Health Guideline for Ethyl Formate”. OSHA. Архивирано из оригинала 14. 04. 2009. г. Приступљено 25. 04. 2009.